# Nghĩa Hưng (phủ)
Phủ Nghĩa Hưng là phủ thuộc thừa tuyên Sơn Nam (sau là xứ) được đặt tên vào thời nhà Hậu Lê trong lịch sử Việt Nam.